# Daniel Kash
Daniel Kash (Montreal, 25 de abril de 1959) es un actor y director de cine canadiense.

## Primeros años
Kash nació en Montreal, Quebec, fue hijo de la cantante de ópera canadiense Maureen Forrester (1930-2010) y del violinista y director de orquesta, Eugene Kash (1912-2004). Es hermano de la también actriz Linda Kash. La familia de su padre era judía, y su madre se convirtió de esta religión.
Estudió actuación en el Centro Dramático de Londres, Reino Unido, y ha aparecido tanto en cine como en televisión. Su primer papel en el cine fue en 1986, en la película Aliens. También ha dirigido tres cortometrajes: Germgirl, Flip Phone y For Lease (2007).

## Carrera
Kash ha aparecido en diferentes películas, como: Aliens, Life with Judy Garland: Me and My Shadows, Camp Rock 2: The Final Jam (como Axel Turner), The Hunt for the BTK Killer, Crown Heights, Gross Misconduct, Mr. Rock 'n' Roll: The Alan Freed Story, The Path to 9/11, Solo, The Last Days of Patton, y Mama. 
También ha aparecido en series de televisión como: Nikita, The Event, The Line, A Taste of Shakespeare, Relic Hunter, Goosebumps, Due South, Law & Order, RoboCop: The Series, Street Legal, The Hitchhiker, Lifetime's MISSING, Angela's Eyes, Hannibal y Orphan Black.
Actualmente, Daniel Kash reside en Toronto, Ontario y Los Ángeles, California con su esposa y sus dos hijos.